# دان كورتيزي
دان كورتيزي (بالإنجليزية: Dan Cortese) مواليد 14 سبتمبر 1967 في بنسيلفانيا، الولايات المتحدة، هو ممثل ومخرج أمريكي بدأ مسيرته الفنية سنة 1988. درس في جامعة ولاية كارولينا الشمالية في تشابل هيل.

## الأعمال

### أفلام
- اليانصيب (1996) (بدور: جيسون سميث)

### مسلسلات
- ساينفيلد
- ملروس بليس
- 8 قواعد بسيطة
- سي إس آي: ميامي
- جوي
- كاسل

## روابط خارجية
- دان كورتيزي على موقع IMDb (الإنجليزية)
- دان كورتيزي على موقع إن إن دي بي (الإنجليزية)
- دان كورتيزي على موقع قاعدة بيانات الفيلم (الإنجليزية)